# Victor Olofsson
Pour les articles homonymes, voir Olofsson (patronyme).
Victor Olofsson (né le 18 juillet 1995 à Örnsköldsvik en Suède) est un joueur professionnel suédois de hockey sur glace. Il évolue au poste d'ailier droit pour les Sabres de Buffalo dans la LNH.

## Biographie

### En club
Olofsson fait le saut dans la SHL avec MODO au cours de la saison 2013-2014. Il dispute les deux saisons suivantes en alternance entre l'équipe junior et professionnelle de MODO ainsi qu'avec le Timrå IK dans la Allsvenskan. 
Il est repêché 181e choix au total par les Sabres de Buffalo au repêchage de 2014. 
Le 3 avril 2016, il signe un contrat valide pour 2 ans avec Frölunda HC afin de demeurer en Suède. À la fin de la campagne 2017-2018, il s'entend sur les termes d'un contrat d'entrée de 2 ans avec les Sabres de Buffalo.
Il dispute son premier match en carrière dans la LNH, le 28 mars 2019, face aux Red Wings de Détroit. Il obtient son premier point, une aide, dans la défaite. Deux jours plus tard, il marque son premier but contre les Islanders de New York face à l'ancien gardien de but des Sabres, Robin Lehner dans une défaite de 5-1.
À la fin du mois d'octobre 2019, il est nommé recrue du mois de la LNH. Deux mois plus tard, en décembre, il est à nouveau nommé recrue du mois.
Il termine sa saison recrue avec 20 buts et 22 assistances pour 42 points en 54 matchs. Il obtient seulement 6 minutes de punition.

### Niveau International
Il représente la Suède au Niveau Internationale.

## Statistiques

### En club
| Saison     | Équipe                 | Ligue         |     | Saison régulière | Saison régulière | Saison régulière | Saison régulière | Saison régulière |   | Séries éliminatoires | Séries éliminatoires | Séries éliminatoires | Séries éliminatoires | Séries éliminatoires |
| Saison     | Équipe                 | Ligue         | PJ  | B                | A                | Pts              | Pun              | PJ               | B | A                    | Pts                  | Pun                  |                      |                      |
| 2012-2013  | MODO U20               | J20 SuperElit | 7   | 2                | 3                | 5                | 0                | 6                | 0 | 1                    | 1                    | 0                    |                      |                      |
| 2013-2014  | MODO U20               | J20 SuperElit | 44  | 32               | 21               | 53               | 16               | 5                | 4 | 5                    | 9                    | 2                    |                      |                      |
| 2013-2014  | MODO                   | SHL           | 11  | 0                | 0                | 0                | 0                | -                | - | -                    | -                    | -                    |                      |                      |
| 2014-2015  | MODO U20               | J20 SuperElit | 6   | 1                | 3                | 4                | 0                | 5                | 3 | 5                    | 8                    | 0                    |                      |                      |
| 2014-2015  | MODO                   | SHL           | 39  | 10               | 8                | 18               | 4                | -                | - | -                    | -                    | -                    |                      |                      |
| 2014-2015  | Timrå IK               | Allsvenskan   | 8   | 2                | 0                | 2                | 0                | -                | - | -                    | -                    | -                    |                      |                      |
| 2015-2016  | MODO                   | SHL           | 49  | 14               | 15               | 29               | 6                | -                | - | -                    | -                    | -                    |                      |                      |
| 2016-2017  | Frölunda HC            | SHL           | 51  | 9                | 18               | 27               | 2                | 14               | 4 | 8                    | 12                   | 0                    |                      |                      |
| 2017-2018  | Frölunda HC            | SHL           | 50  | 27               | 16               | 43               | 8                | 6                | 3 | 1                    | 4                    | 2                    |                      |                      |
| 2018-2019  | Americans de Rochester | LAH           | 66  | 30               | 33               | 63               | 12               | 3                | 0 | 0                    | 0                    | 0                    |                      |                      |
| 2018-2019  | Sabres de Buffalo      | LNH           | 6   | 2                | 2                | 4                | 2                | -                | - | -                    | -                    | -                    |                      |                      |
| 2019-2020  | Sabres de Buffalo      | LNH           | 54  | 20               | 22               | 42               | 6                | -                | - | -                    | -                    | -                    |                      |                      |
| 2020-2021  | Sabres de Buffalo      | LNH           | 56  | 13               | 19               | 32               | 6                | -                | - | -                    | -                    | -                    |                      |                      |
| 2021-2022  | Sabres de Buffalo      | LNH           | 72  | 20               | 29               | 49               | 6                | -                | - | -                    | -                    | -                    |                      |                      |
| 2022-2023  | Sabres de Buffalo      | LNH           | 75  | 28               | 12               | 40               | 4                | -                | - | -                    | -                    | -                    |                      |                      |
| Totaux LNH | Totaux LNH             | Totaux LNH    | 263 | 83               | 84               | 167              | 24               | -                | - | -                    | -                    | -                    |                      |                      |

### En équipe nationale
| Année | Équipe    | Compétition                 |   | PJ | B | A | Pts | Pun                |  | Résultat |
| 2015  | Suède U20 | Championnat du monde junior | 7 | 0  | 1 | 1 | 0   | 4e place           |  |          |
| 2021  | Suède     | Championnat du monde        | 7 | 3  | 1 | 4 | 2   | 9e place           |  |          |
| 2024  | Suède     | Championnat du monde        | 9 | 1  | 3 | 4 | 0   | Médaille de bronze |  |          |

## Trophées et honneurs personnels

### Ligue de champions de hockey sur glace (CHL)
- 2016-2017 : remporte le tournoi avec Frölunda HC

### Championnat de Suède Élite de hockey (SHL)
- 2017-2018 : récipiendaire du trophée Håkan-Loob

### Ligue nationale de hockey
- 2019-2020 :
  - sélectionné dans l'équipe d’étoiles des recrues
  - nommé recrue du mois d'octobre en 2019
  - nommé recrue du mois de décembre en 2019